# Flavie Payette-Renouf
 (août 2025).
Flavie Payette-Renouf, née le 21 février 1988 à Montréal, est une réalisatrice et scénariste québécoise. Elle est notamment connue pour ses documentaires sur l'histoire et la société québécoises, dont Le dernier felquiste, La disparition tranquille et Claude Morin – un jeu dangereux. Plusieurs de ses œuvres ont été saluées par des nominations aux Prix Gémeaux.

## Biographie
Fille unique de Paul Renouf et Sylvie Payette, petite-fille de Lise Payette, Flavie Payette-Renouf grandit à Montréal et effectue ses études secondaires au Collège Notre-Dame.

### Études et engagement
Elle obtient un diplôme d'études collégiales en Histoire et civilisation du Collège de Bois-de-Boulogne en 2007, puis un baccalauréat en anthropologie de l’Université Concordia.
Elle s’implique brièvement en politique provinciale dès 2005 et travaille aux communications du Bloc québécois durant les élections fédérales de 2011. En 2016, le chroniqueur Vincent Marissal la décrit comme une souverainiste engagée.
Elle est présidente du conseil d'administration de la coopérative de communications Belvédère de 2014 à 2019.

## Carrière
En août 2008, elle débute comme réalisatrice, monteuse et recherchiste auprès des Productions J. Elle travaille notamment sur :
- La Voix (2013 et 2014)[3]
- Star Académie (2009 et 2012)
- Céline: 3 Boys and a New Show (2011)
- Montréal - Québec (2010 et 2011)
- Le Banquier (2010)

Elle est productrice déléguée du coffret DVD de la série Chambres en ville (2010).
En 2013, elle co-réalise avec Jean-Claude Lord le documentaire Lise Payette : un peu plus haut, un peu plus loin, diffusé à Télé-Québec et TVA,.
Elle réalise ensuite :
- 75e : elles se souviennent (2015), sur le droit de vote des femmes au Canada[6].
- Avant Après (2019–2021, Savoir média) : sur l’évolution de lieux québécois marquants[7],[8].
- Le tribunal populaire (2021, Vrai) sur la culture de l’annulation[9].
- La disparition tranquille (2022, Vrai), sur le déclin du français au Québec[10],[11].
- Le dernier felquiste (2020, Club illico), sur le meurtre de François Mario Bachand et l’histoire du FLQ[12],[13].
- Claude Morin – un jeu dangereux (2023, Vrai), enquête sur l’ex-ministre québécois Claude Morin[14],[15].

Depuis 2023, elle collabore avec Savoir média en tant que conceptrice-rédactrice, scénariste et réalisatrice des séries :
- Les lieux de pouvoir au Québec[16].
- Bâtir ensemble : du chantier à la communauté[17].

## Filmographie sélective
- 2013 : Lise Payette: un peu plus haut, un peu plus loin
- 2015 : 75e : elles se souviennent
- 2019–2021 : Avant Après (Savoir média)
- 2020 : Le dernier felquiste (Club illico)
- 2021 : Le tribunal populaire (Vrai)
- 2022 : La disparition tranquille (Vrai)
- 2023 : Claude Morin – un jeu dangereux (Vrai)
- 2025 : Les lieux de pouvoir au Québec (Savoir média)
- 2025 : Bâtir ensemble : du chantier à la communauté (Savoir média)